# Come To My Darkness
Come To My Darkness är den svenska heavy metalgruppen Black Steams debutalbum. Det släpptes 25 november 2022 på samtliga digitala plattformar samt på CD i Sverige via Bengans och via bandets hemsida www.blacksteam.se. Den hittills enda CD utgåvan av "Come To My Darkness" är tryckt i 300 exemplar och innehåller bonuslåten "Broken", tidigare utgiven som singel 2019. 

## Låtlista
1. "Come To My Darkness"
2. "The Devil's Shepherd"
3. "Falling"
4. "Losing My Heart"
5. "Feel The Power"
6. "Fight"
7. "Strong And United"
8. "My Misery"
9. "To Valhalla"
10. "The Sun Will Rise Again"
11. "Broken" (endast första CD utgåvan)